# Nerstrand
Nerstrand – miasto w Stanach Zjednoczonych, w stanie Minnesota, w hrabstwie Rice.